# Martina (emperatriz)
Martina (muerta después de 641) fue una emperatriz del Imperio Bizantino, la segunda esposa de su tío, el emperador Heraclio, y regente en 641 con su hijo. Era hija de María, hermana de Heraclio, y de un tal Martinus. María y Heraclio eran hijos de Heraclio el Viejo y su esposa Epifania según la crónica de Teófanes el Confesor.

## Emperatriz
Martina era hija de María, la hermana de Herakleios y, por tanto, sobrina del emperador. Después de la muerte de su primera esposa, Fabia Eudoxia, el 13 de agosto de 612, según Teófanes, Martina se casó con su tío materno poco después, colocando el matrimonio en 613 a más tardar. Sin embargo, Nicéforo sitúa el matrimonio durante las guerras con los ávaros euroasiáticos que tuvo lugar en los años 620.
Este matrimonio era considerado incestuoso. Este caso particular de matrimonio entre un tío y una sobrina había sido declarado ilegal desde la época del Codex Theodosianus. Por eso, el matrimonio fue desaprobado por el pueblo de Constantinopla y la Iglesia. La impopularidad del matrimonio se vio agravada por la adoración de la población por la emperatriz anterior. Y a que dos de sus hijos: Fabio y Teodosio nacieron discapacitados, lo que fue visto como el castigo de Dios por el matrimonio incestuoso.
A pesar de su desaprobación y los intentos de convencer a Heraclio de repudiar a Martina, el patriarca Sergio I de Constantinopla realizó la ceremonia él mismo y coronó a Martina en el Augustaeum después de que Heraclius la proclamara augusta. Incluso los miembros de la familia imperial expresaron sus objeciones, y el hermano de Heraclio (y el tío de Martina), Teodoro (general bizantino) criticaba continuamente a Heraclio al señalar que su pecado "está continuamente delante de él" en referencia a Martina y su descendencia.
Martina acompañó a su marido en sus campañas más difíciles contra el Imperio sasánida. También estaba a su lado en Antioquía cuando se recibió la noticia de la grave derrota contra los árabes, en el río Yarmuk en agosto de 636. Estas derrotas perseguirían a Martina durante su regencia y la harían cada vez más impopular. Su impopularidad con la gente de Constantinopla puede haber llevado a su retiro de la moneda en 629. Sin embargo, hay que tomar este indicio con cautela, ya que su desaparición en la acuñación se produjo al mismo tiempo que la importante reforma monetaria de Heraclio.

## Regente

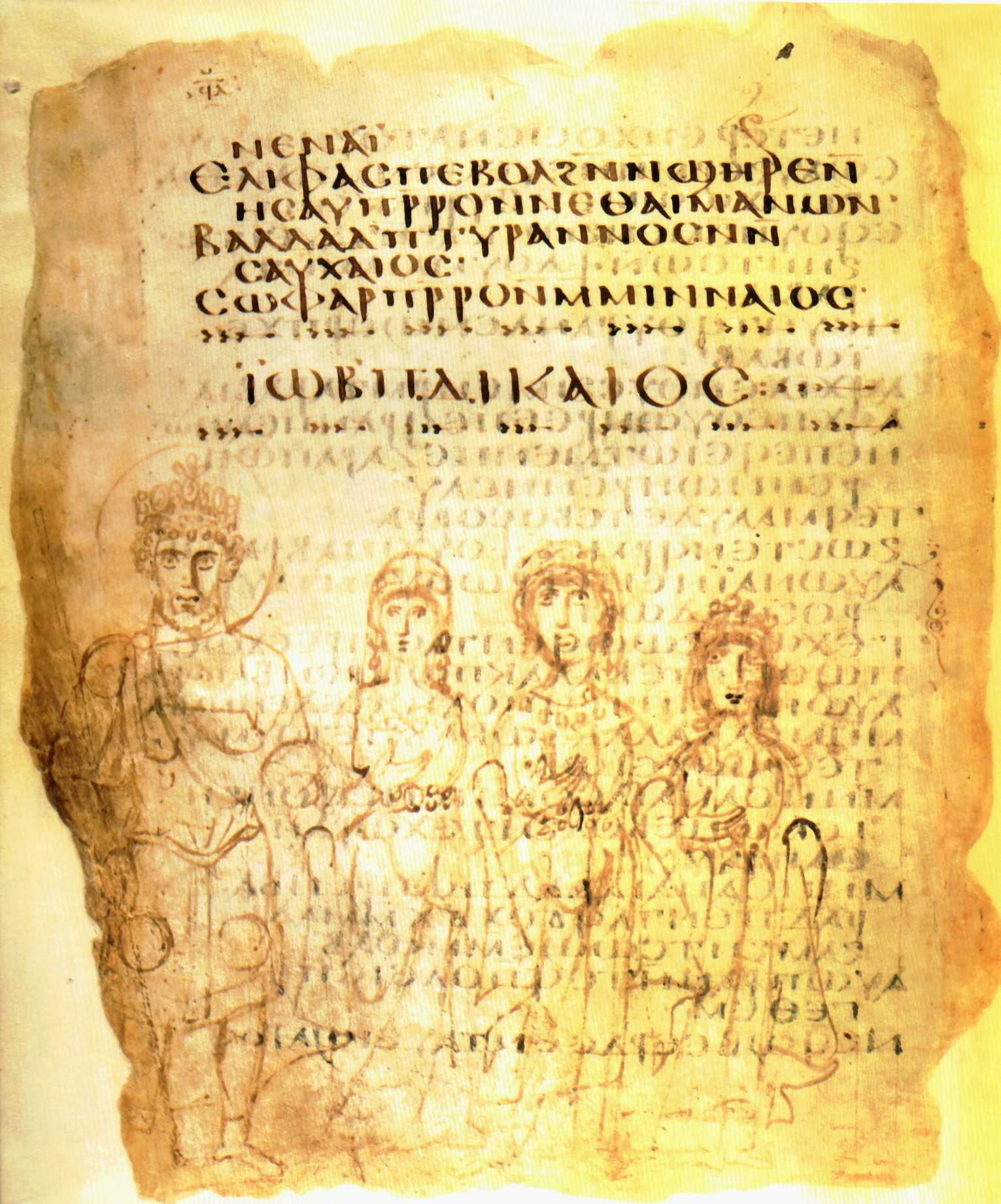
Texto antiguo que representa a Martina y su esposo.

En su lecho de muerte en 641, Heraclio dejó el imperio a su hijo del primer matrimonio, Constantino Heraclio (como Constantino III), y Heraklonas (como Heraclio II) , su hijo con Martina, otorgándoles el mismo rango. Martina iba a ser honrada como emperatriz y madre de ambos.
Heraclio murió el 11 de febrero de 641 de un edema. Políticos como Nicéforo lo consideró un castigo divino por su matrimonio pecaminoso. Tres días después, Martina tomó la iniciativa de anunciar el contenido del testamento de Heraclio en una ceremonia pública. La autoridad para tal ceremonia pertenecía típicamente al emperador sucesor, no a la emperatriz. Martina estaba intentando establecer su propia autoridad sobre los dos coemperadores.
La ceremonia tuvo lugar en el Hipódromo de Constantinopla. Estuvieron presentes miembros del Senado bizantino, otros dignatarios y las multitudes de Constantinopla. Estuvieron ausentes Constantino y Heraklonas. Martina leyó el contenido del testamento y reclamó la autoridad superior en el Imperio para sí misma. Sin embargo, la multitud aclamó los nombres de los dos emperadores y no los suyos, objetando así su asunción de la autoridad imperial. Se vio obligada a regresar al palacio derrotada.
Las relaciones de Martina y su hijastro siempre fueron difíciles. Cuando Constantino III murió repentinamente de tuberculosis solo cuatro meses después, la creencia común era que la emperatriz lo envenenó para dejar a Heraklonas como único gobernante. Martina comenzó inmediatamente a exiliar a los partidarios prominentes de Constantino y con la ayuda del Patriarca Pirro I de Constantinopla, uno de sus principales consejeros, revivió la política del monotelismo. Ella contacto al obispo Ciro de Alejandría y lo envió a Egipto después de su exilio, mostrando su dedicación a la política del monotelismo.

## Caída y deposición
Sus acciones y los rumores de envenenamiento de Constantino III hicieron que la gente y el Senado se volvieran contra Martina y su hijo. El general armenio Valentino con las tropas de Asia Menor, marchó a Calcedonia y exigió a Heraklonas que nombrase a Constante II, hijo del difunto Constantino III, un coemperador.
Después de septiembre de 641 hubo una gran revuelta y el ejército saqueó la cosecha en el lado asiático del Bósforo. Ese mes, Martina perdió el apoyo de uno de sus devotos seguidores, Pirro de Constantinopla, quien abandonó la ciudad. Esto la dejó vulnerable al Senado que la despreciaba.
En noviembre de 641, su caída se completó cuando el ejército marchó sobre Constantinopla y capturó a Martina y sus 3 hijos: Heraklonas, David y Marinos. A Martina le cortaron la lengua, a sus hijos les cortaron la nariz y castraron a sus hijos menores. Finalmente fueron enviados a Rodas.

## Controversia
Lynda Garland completó un estudio exhaustivo de las emperatrices bizantinas, cubriendo a Martina extensamente. Resumió que la emperatriz Martina fue un "chivo expiatorio" del fracaso contra los árabes, pero también la continuación de las políticas de monotelismo de su marido. Sin embargo, es innegable que su ambición provocó resentimiento entre la gente de Constantinopla'. Sin embargo, continuó con el legado de proporcionar y luchar por sus herederos, algo que se esperaba que hicieran muchas emperatrices bizantinas. También dejó un legado a otras viudas y madres de que quizás sea mejor ejercer influencia política detrás de escena, en lugar de hacerlo abiertamente.

## Descendientes
Martina y Heraclius tuvieron al menos 10 hijos, aunque los nombres y el orden de estos niños son preguntas para debatir:
- Constantino. Nombrado césar en 615. Murió joven.
- Fabius, que tenía el cuello paralizado. Murió joven.
- Teodosio, que era sordomudo, se casó con Nike, hija del general persa Shahrbaraz.
- Heracleonas, emperador 638–641.
- David (Tiberios) (nacido el 7 de noviembre de 630), proclamado césar en 638. Fue proclamado brevemente augusto y coemperador con Heraklonas y Constans en 641. Depuesto, mutilado y exiliado a Rodas.
- Marinus. Nombrado césar. Posiblemente el hijo menor que murió después de ser castrado según Juan de Nikiu.
- Augoustina. Proclamada augusta en 638.
- Anastasia y/o Martina. Proclamada augusta en 638.
- Febronia.

De estos, al menos dos estaban discapacitados, lo que se consideró un castigo por la ilegalidad del matrimonio y puede haber sido una consecuencia de la endogamia.
| Predecesor: Fabia Eudoxia | Consorte del emperador bizantino 613 o 620 - 641 | Sucesor: Gregoria (emperatriz) |